# Ени Дав Денмарк
Ени Дав Денмарк (енгл. Annie Dove Denmark; Голдсборо, 29. септембар 1887 ― Голдсборо, 16. јануар 1974) је била америчка професорка музичке културе, академска администраторка и пети декан Андерсон колеџа (данас Универзитет Андерсон) од 1928. до 1953. године.
У младости је похађала Баптистички универзитет за жене (данас Мередит колеџ) и дипломирала је уметност, одсек клавир 1908. Касније исте године је започела своју професорску каријеру. Након тога, осам година је предавала клавир у Академији Буис Крик, Тенеси колеџу за жене и Шортер колеџу. Наставила је студије како је и почела њена каријера. Лето 1909. је провела у Њујорку учећи код Рафаела Јосефија, школске 1916―1917. године је учила код Алберта Хонаса, а многа узастопна лета током боравка у Андерсону је похађала Институт Чаутоква. Почела је да предаје у Андерсону почетком школске 1917―1918. године. Након оставке декана Џона Е. Вајта септембра 1927. је предложена као потенцијални наследник и добила је пуну подршку повереника до децембра исте године.
Преузела је дужност петог декана Андерсона јануара 1928. године. Често је представљена као прва жена декан колеџа или универзитета у Јужној Каролини, иако је та тврдња нетачна. Преузела је значајан дуг универзитета и руководила је њиме кроз Велику кризу. Надгледала је Андерсонову транзицију са четворогодишњег колеџа на двогодишњи нижи колеџ, први те врсте у држави. Преостали део дуга је отплатила Баптистичка конвенција Јужне Каролине маја 1938. године, а посећеност се повећала како се Други светски рат завршавао. Више мушкараца је уписано него икада откако је колеџ постао коедукативан 1931. године. Објавила је оставку априла 1952, а функцију је напустила маја 1953. године. Њен двадесетпетогодишњи мандат је остао најдужи у Андерсоновој историји. Одбор ју је одмах изабрао за емеритуса и добила је стан у кампусу, али се она уместо тога повукла у свој родни град где је живела до своје смрти 1974. године.
Добитница је вишеструких признања током живота и постхумно: Универзитет Фурман јој је доделио почасни докторат 1941. године, Андерсон је основао Денмарк друштво и награду Ени Дав Денмарк 1944. и 1976. у њену част, зграда студентског дома у кампусу је названа по њој 1966, а 2004. је примљена у Кућу славних музеја округа Андерсон.

## Рани живот и образовање
Рођена је 29. септембра 1887. у Голдсбору као четврто од петоро деце Саре Еме (рођене Бојет) и Вилиса Артура Денмарка. Њена породица је живела у Голдсбору неко време пре њеног рођења. Њен отац се тамо преселио неколико година пре Америчког грађанског рата и радио је као порески службеник округа Вејн тридесет и три године. Поред тога што је био кмет у граду, био је суоснивач цркве где је радио као надзорник недељне школе и ђакон. Сара Еме му је била друга жена, прва је била Клариса Бојет, њена сестра која је преминула око две године након рођења њиховог првог и јединог детета. Венчали су се једанаест месеци након њене смрти. Ени Дав Денмарк је одгајана у блиској вези са црквом. Касније ју је историчар са Универзитета Андерсон, Хуберт Хестер, описао као „даровиту ученицу” за музику. Свирала је оргуље у својој цркви између 1897. са десет година и 1908. Диплому средње школе је стекла 1904. године у јавним школама Голдсборо и уписала се на Баптистички универзитет за жене у Ралију касније исте године.
Док је била у Библиотеци Универзитета у Варшави, који је променио име у Мередит колеџ годину дана након што је Денмарк дипломирала, била је председница књижевног друштва годину дана и члан студентског већа. Једна од њених професорки је била Грејс Луиз Кронкајт, која је касније постала њена блиска пријатељица. Била је декан музике на Андерсону, поред тога што је предавала клавир, оргуље и теорију музике, током свог председништва. Денмарк је одржала свој дипломски клавирски рецитал 22. априла 1908. године, и убрзо након тога је добила уметничку диплому клавира. Наставила је да похађа часове код Кронкајте годину дана након дипломирања. Похађала је и постдипломске студије на Универзитету Колумбија.

## Каријера

### Наставничка каријера и почетак у Андерсону, 1908―1927.
Прихватила је своју прву професорску позицију 1908. године, убрзо након дипломирања на факултету, и предавала је током академске 1908―1909. године у Академији Буис Крик, данашњем Универзитету Кембел, у Буис Крику. Једна од њених студенткиња је Беси Кембел, ћерка Џејмса Арчибалда Кембела, по којој је универзитет касније добио назив. Денмарк је на овој позицији примала месечну плату од четрдесет и пет долара (што је еквивалентно 1570 долара 2024. године) и трошила је девет долара месечно (што је еквивалентно 310 долара 2024. године) на храну. Ова плата јој је била довољна да оде у Њујорк током лета 1909. године, где је учила код пијанисте и професора Рафаела Јосефија. Затим се преселила у Мурфризборо где је годину дана предавала на Тенеси колеџу за жене као професорка клавира. Након тога се запослила на Шортер колеџу, данашњем Шортер универзитету, у Роуму на истој позицији од 1910. до 1916. године. Поред клавира на Шортер колеџу, предавала је и у недељној школу за младе жене у Баптистичкој цркви Пете авеније у Роуму. Током академске 1916—1917. године, вратила се у Њујорк како би похађала Вирџил школу клавира код Алберта Хонаса. Придружила се факултету Андерсон колеџа, данашњег Андерсон универзитета, у Андерсону као професорка клавира и хармоније 1917. године. Током првих осам година у Андерсону, поред наставе, обављала је и улогу руководиоца верских активности. Док је предавала на Андерсону, наставила је и сопствено образовање. Током многих лета путовала је у Шатокву како би похађала Институт Шатоква и похађала је часове ван свог распореда у Андерсону током факултетске године. Диплому основних студија уметности на Андерсону је стекла 1925. године. Исте године, председник Џон Е. Вајт ју је именовао за женског декана, позицију је задржала три године.
Поднела је оставку на место декана Андерсона 1. септембра 1927, остављајући позицију упражњеном. Формиран је школски одбор повереника од три члана како би се именовао њен наследник. Р. Х. Холидеј, пословни менаџер, је именован за вршиоца дужности декана у међувремену, док је избор новог сталног декана био у току. Денмарк није била први избор Управног одбора: Чарлс Е. Бертс и Р. Ц. Бертс, браћа која су обојица била из Њуберија, су одбили посао, а А. Џ. Бартон из Нешвила није могао да се сложи са условима одбора и стога није ни прихватио посао. Иако се мало зна о тачним догађајима који су довели до њеног избора, познато је да је њено име предложио Џ. Декстер Браун на разматрање управном одбору и да је Управни одбор једногласно подржао њено именовање за декана када је то затражено на њиховом састанку 15. децембра 1927. године.

### Декан Андерсон колеџа, 1928―1953.
Денмарк је преузела дужност и постала пети декан Андерсона 1. јануара 1928. Често је представљена као прва жена декан колеџа или универзитета у Јужној Каролини, иако ју је у овом одликовању претекла Јуфемија Меклинток око двадесет и шест година раније. Денмарк је формално инаугурисана за декана нешто више од годину дана касније, 14. фебруара 1929. године. Њеној церемонији инаугурације присуствовали су лидери у високом образовању широм југоистока. Обележила је своју инаугурацију прогласивши тај дан Даном оснивача колеџа који ће се сваке године обележавати, као и обележавајући годишњицу доделе повеље колеџу 14. фебруара 1911. На церемонији је често говорио гостујући предавач, међу којима су декан Универзитета Клемсон Е. Волтер Сајкс и прва дама Јужне Каролине Гледис Аткинсон Џонстон, као и дипломирани студент Андерсона и супруга гувернера Олина Д. Џонстона. Денмарк је наследила дуг колеџа од 60.000 долара (што је еквивалентно 841.000 долара 2023. године) по ступању на дужност, као и недостатак доприноса. Три пута је говорила пред Управним одбором на састанцима између јануара и маја 1928. године, закључујући један говор реченицом: „Шта сте ви, повереници, спремни да жртвујете за Андерсон колеџ?”, а затим је обећала поклон од 5000 долара (што је еквивалентно 70.100 долара 2023. године) колеџу, који је био исплаћен током наредних неколико година.
Како је колеџ ушао у 1930. годину и Велику кризу, борила се да одржи чланство у Јужном удружењу колеџа и универзитета, које је захтевало од чланова да имају допринос од најмање 500.000 долара (што је еквивалентно 7.261.000 долара 2023. године). Ово је, између осталог, допринело Денмарковој одлуци и осталих повереника да Андерсон претворе у нижи колеџ. Повереници су гласали за овај план и он је изнет пред Државну баптистичку конвенцију 4. децембра 1929. на њиховом састанку у Спартанбургу. Одобрен је након дуге дебате. Андерсон је први пут почео са радом као нижи колеџ почетком академске 1930―1931. године, поставши први такав колеџ у држави. Следеће године је постао кообразовни, примивши прве мушке студенте 1931. године. Две године након промене, упис се повећао за двадесет и седам процената тако да је бројао укупно 199 уписаних студената у периоду 1931―1932. Отприлике у то време је објавила збирку проповеди White Echoes њеног претходника Џона Е. Вајта.
Велики део пажње администрације био је усмерен на финансијске проблеме колеџа и оснивање његове радио станице током наредних неколико година. Дуг је растао како се приближавала средина деценије и од 1935. до 1936. године колеџ је плаћао 3600 долара (што је еквивалентно 63.000 долара 2023. године) годишње само за камате Hibernia National Bank. Денмарк и повереници су планирали вечеру са великим бројем званица како би подстакли кампању прикупљања средстава 6. априла 1936, али је вечера отказана након што је торнадо Ф2, који је био део веће епидемије током тог и претходног дана, погодио град Андерсон тог поподнева, што је резултирало тридесет повређених поред губитка два млина и неколико кућа и фарми у граду. Колеџ је, међутим, прикупио 20.000 долара (што је еквивалентно 345.000 долара 2023. године) као резултат своје полисе осигурања од олује, која је искоришћена за обнову топлане и друге опште реконструкције. Универзитетска администрација је две године касније, 23. маја 1938, уз помоћ Баптистичке конвенције Јужне Каролине успела да отплати преостали Андерсонов дуг чиме су окончали њихову велику финансијску кризу.
Упис је порастао током наредних неколико година, значајно након Другог светског рата. Четрдесет и два од педесет и три мушкарца који су се уписали у Андерсон 1946—1947. били су ветерани, углавном због Закона о војним ветеранима. Наведене академске године уписано је рекордних 409 студената. Денмарк је у више наврата допринела повећању плата за професоре у Андерсону: маја 1944. године препоручила је „благо повећање” њихових плата и увела бонус на плате марта 1946. године. Колеџ, који је и даље имао потребу за средствима и стабилним фондом, добио је 60.000 долара (што је еквивалентно 715.000 долара 2023. године) од Баптистичке државне конвенције између 1946. и 1947. године, што је искоришћено за модернизацију неких зграда кампуса. Године 1944. је сарађивала са администрацијом колеџа на имплементацији кодекса части према којем би студенти одређивали казну за своје колеге, иако су неки прекршаји (као што је поседовање алкохола) значили да би студент био избачен без расправе. Током мандата одржавала је блиске везе колеџа са црквом, присуствовање капели је било обавезно за све студенте, пет дана у недељи, све до и током њене оставке.
На састанку Управног одбора 23. априла 1952. је објавила своју оставку на место декана следећим речима:
„Овим вам, као представник Баптистичке државне конвенције Јужне Каролине, подносим оставку која ступа на снагу 1. јануара 1953. године, или чим се пронађе мој наследник.”
Овај датум је представљао двадесет пету годишњицу почетка њеног мандата, иако њен наследник на крају није пронађен све до неколико месеци касније. У свом писму, поменула је слободу колеџа од дугова и добре изгледе за будућу финансијску подршку, као и своју жељу да новом декану омогући довољно времена да се припреми за следећу академску годину. Управни одбор је био прилично изненађен овим захтевом и нису прихватили њену оставку до завршетка састанка, када је она инсистирала да то учине. Свој коначни извештај декана поднела је 22. јануара 1953, на истом састанку је изабран Елмер Франсис Хејт који је представљен повереницима. „Денмарков дан” је обележен на Дан оснивача 14. фебруара 1953. и на тај начин су јој многи бивши студенти и други гости колеџа одали почаст. Њене званичне дужности декана су завршене након церемоније доделе диплома 22. маја 1953. Хејт је преузео своје дужности као шести председник Андерсона следећег месеца.
Током свог мандата, Денмарк је обављала низ других позиција у високом образовању: водила је Јужно удружење колеџа за жене као декан од 1934. до 1935. године, била је члан Управног одбора Јужне баптистичке женске мисионарске уније у Луивилу и прва жена која је обављала функцију у Баптистичкој државној конвенцији као њена потпредседница 1950. године.

## Каснији живот и смрт
Последњег дана њеног мандата управни одбор колеџа ју је изабрао за емеритуса и дао јој је стан у кампусу у којем је могла да живи до краја свог живота. Иако је прихватила позицију, одлучила је да се врати у свој родни град Голдсборо. У пензији је имала неколико хобија, сакупљања је Мадоне и гледала бејзбол. Након што је неколико месеци патила од здравствених проблема преминула је у јутарњим сатима 16. јануара 1974. у болници Вејн Меморијал у Голдсбору, у осамдесет и шестој години живота. Никада се није удавала и није имала ближу породицу. Комеморација је одржана следећег дана у Првој баптистичкој цркви у Голдсбору и у Андерсоновом аудиторијуму. Сахрањена је на гробљу Вилоу Дејл у Голдсбору.

## Наслеђе
Универзитет Фурман јој је 2. јуна 1941. доделио почасни докторат књижевности. Године 1944, током њеног мандата, основано је Друштво Денмарк, које је одавало почаст „изузетним дипломцима” колеџа. Награда Ени Дав Денмарк је названа по њој и додељује се као највеће Андерсоново признање неалумнистима и установљена је 1976. године. Добитница је дипломе за изузетан рад маја 1961, заједно са њеним наследником Елмером Франсисом Хејтом, на прослави педесете годишњице школе. Западни студентски дом, зграда студентског дома у Андерсоновом кампусу, првобитно изграђен 1911. године, у којем је Денмарк боравила током свог мандата, преименована је у Денмарк Хол у њену част 1966. године. О њој је објављена биографска драма The Denmark Story коју је продуцирао Андерсон. Јужнокаролински хуманистички институт им је доделио грант 2010. године, а септембра је драма премијерно приказана у Андерсоновој Данијеловој концертној сали, након чега је гостовала по држави током зиме 2011. Изабрана је за почасну чланицу Куће славних музеја округа Андерсон 2004. године, заједно са још петоро људи. Због њеног доприноса колеџу и граду у целини називана је „првом грађанинком Андерсона”, многа писма која су јој писана су упућена на „др Андерсон”. До 2025. године, њен двадесетпетогодишњи мандат је остао најдужи у историји колеџа.